# Оливейра, Луис
Луис Аиртон Баррозо Оливейра (порт.-браз. Luís Airton Barroso Oliveira; род. 24 марта 1969, Сан-Луис, Бразилия) — бельгийский футболист и футбольный тренер бразильского происхождения. В качестве игрока известен по выступлениям за «Андерлехт», «Фиорентину», «Кальяри» и сборную Бельгии. Участник чемпионата мира 1998 года.

## Клубная карьера
Оливейра — выпускник футбольной академии «Андерлехта». В 1988 году он дебютировал за основную команду в Жюпиле лиге. В 1991 году Луис забил 18 мячей и помог клубу выиграть чемпионат Бельгии. Оливейра в составе «Андерлехта» также дважды выигрывал Кубок и трижды Суперкубок Бельгии. Летом 1992 года он перешёл в итальянский «Кальяри». Оливейра сразу же стал одним из лидеров команды и помог клубу в первом же своём сезоне добраться до шестого места в Серии А. За четыре сезона Луис провёл за «Кальяри» более 100 матчей и забил 42 гола.
В 1996 году он подписал контракт с «Фиорентиной». С новым клубом Оливейра завоевал Суперкубок Италии уже в первом сезоне. В 1998 году Луис забил 15 мячей и вошёл в десятку лучших бомбардиров первенства Италии по итогам сезона. В 1999 году он ненадолго вернулся в «Кальяри». Уже через год Оливейра подписал соглашение с «Болоньей», где пытался выиграть конкуренцию за место в основе у Джузеппе Синьори и Хулио Круса. Летом 2001 года он покинул клуб и отправился в Серию B1 в «Комо». В новой команде он показал впечатляющую результативность, забив 23 мяча в 38 матчах. По окончании сезона его контракт выкупил клуб Серии B «Катания». За команду Оливейра отыграл два сезона, после чего принялся путешествовать по низшим дивизионам Италии. За семь лет он успел поиграть шести клубах, нигде особо не задерживаясь. В 2011 году он принял решение о завершении карьеры после двух сезонов выступления за «Мураверу», которую после окончания выступлений остался тренировать.

## Международная карьера
В 1992 году Оливейра дебютировал за сборную Бельгии. 26 февраля того же года в поединке против Туниса он забил свой первый гол за сборную. Луис принимал активное участие в отборочной компании к первенству мира во Франции и забил 6 мячей в 9 встречах. 30 апреля в поединке против сборной Турции он оформил хет-трик. В 1998 году Оливейра был включён в заявку национальной команды на чемпионат мира. Он принял участие во всех матчах — против сборных Нидерландов, Южной Кореи и Мексики.

### Голы за сборную Бельгии
| #   | Дата            | Место                                     | Противник  | Результат | Соревнование                     |
| --- | --------------- | ----------------------------------------- | ---------- | --------- | -------------------------------- |
| 01. | 26 февраля 1992 | Стад эль-Мензах, Тунис, Тунис             | Тунис      | 2:1       | Товарищеский матч                |
| 02. | 31 августа 1996 | Стадион короля Бодуэна, Брюссель, Бельгия | Турция     | 2:1       | Чемпионат мира 1998 квалификация |
| 03. | 30 апреля 1997  | Али Сами Ен, Стамбул, Турция              | Турция     | 1:3       | Чемпионат мира 1998 квалификация |
| 04. | 30 апреля 1997  | Али Сами Ен, Стамбул, Турция              | Турция     | 1:3       | Чемпионат мира 1998 квалификация |
| 05. | 30 апреля 1997  | Али Сами Ен, Стамбул, Турция              | Турция     | 1:3       | Чемпионат мира 1998 квалификация |
| 06. | 7 июня 1997     | Стадион короля Бодуэна, Брюссель, Бельгия | Сан-Марино | 6:0       | Чемпионат мира 1998 квалификация |
| 06. | 15 ноября 1997  | Стадион короля Бодуэна, Брюссель, Бельгия | Ирландия   | 2:1       | Чемпионат мира 1998 квалификация |

## Достижения
«Андерлехт»
- Чемпион Бельгии: 1991
- Обладатель Кубка Бельгии (2): 1988, 1989
- Обладатель Суперкубка Бельгии (3): 1990, 1991, 1992

«Фиорентина»
- Обладатель Суперкубка Италии: 1996